# Famille de Ravinel
La famille de Ravinel est une famille subsistante de la noblesse française, originaire d'Anjou, établie en Lorraine au XVe siècle et anoblie en 1663.
Cette famille compte parmi ses membres plusieurs hommes politiques, ainsi qu'un préfet de la République.

## Histoire
Selon les preuves de 1783 pour le service militaire faite par cette famille devant Chérin, généalogiste et historiographe des ordres du roi, elle remonte sa filiation prouvée jusqu'en 1455 à Arnoul de Ravinel, chevalier, seigneur de Charly et du Boccage, en Anjou, qui fut le père de René de Ravinel, écuyer de Jean de Lorraine, duc de Calabre, qui s'établit à Nancy.
Selon d'autres sources, Cuny (de) Ravinel, natif de Bar, bourgeois de Nancy et descendant au 6e degré d'Arnoul de Ravinel (sus-cité), fut anobli en Lorraine par lettres du duc Charles IV du 24 décembre 1663. Cet anoblissement du 24 décembre 1663 (enregistré en 1664) est repris comme principe de noblesse pour cette famille dans l'ouvrage d'Étienne de Séréville et de Ferdinand de Saint-Simon et dans celui de Régis Valette.
Hubert-Dieudonné de Ravinel fut créé baron du Saint-Empire par lettres patentes du 27 octobre 1755 de l'empereur François Ier.
En 1766, à la mort de Stanislas Leszczynski, dernier duc de Lorraine, le duché est annexé par la France et la famille de Ravinel, à l'exemple de la majorité des gentilshommes lorrains, se range derrière le roi Louis XV et prête dès lors allégeance au royaume de France.

## Personnalités
- François-Dieudonné de Ravinel[1] (1768-1848), baron de Ravinel et du Saint-Empire. Il émigre en 1791, sert dans l'armée de Condé puis en Autriche. Il rentre en France sous le Directoire et épouse en 1805 Caroline Félix Charlotte Hélène Thibaut de Ménonville (1785-1850) fille de François Louis Thibaut de Ménonville (1738-1823) et de Charlotte Hélène Félix, comtesse de Pardieu. La famille de Ménonville possède le château de Villé à Nossoncourt (voir François Thibault de Ménonville). Il devient le maire de cette localité vosgienne sous l'Empire. Il est élu député en 1824 et siège parmi les ultras. Il n'est pas réélu en 1827 et se retire de la vie politique.
- Bienheureux Antoine-François-Dieudonné de Ravinel (1769-1792)[7], de Bayon, au diocèse de Nancy, séminariste à Saint-Sulpice, à Paris, l'un des 191 martyrs des Carmes béatifiés par le pape Pie XI en 1926[8].
- Louis Félix Dieudonné de Ravinel (1806-1867), baron de Ravinel. Il renonce à entrer dans la magistrature après la révolution de 1830, par fidélité aux Bourbons. Il est avocat de 1828 à 1833, puis se retire sur ses terres, dans le château familial de Villé. Il est maire de Nossoncourt en 1834, conseiller général du canton de Rambervillers à partir de 1848. Il est battu aux élections législatives de mai 1849. Mais il est élu député lors d'une partielle en juillet de cette année. Il siège à droite et proteste lors du coup d'État du 2 décembre 1851. Il est réélu député en 1852, dans la 3e circonscription des Vosges. Il siège au Corps législatif, s'intègre à la majorité, mais demeure de tendance légitimiste. Il est réélu en 1857 et en 1863.
- Charles de Ravinel (1839-1905), baron de Ravinel, député des Vosges de 1871 à 1876. Il entre dans l'administration centrale des finances en 1862. Il est nommé adjoint à l'Inspection générale en 1865. Il épouse en 1866 Charlotte Guérin (1843-1919), fille d'un des propriétaires de la Faïencerie de Lunéville-Saint-Clément. En 1867, à la mort de son père, il se présente aux élections pour le remplacer. Mais il est battu par le candidat officiel, le manufacturier Nicolas Géliot. Il est battu à nouveau en 1869. En revanche, il remplace son père comme maire de Nossoncourt, jusqu’à sa mort en 1905, et comme conseiller général de Rambervillers, jusqu'en 1871, puis de 1873 à 1877 et enfin de 1889 à 1895. Il devient en janvier 1870 chef de cabinet de Louis Buffet, ministre des Finances originaire des Vosges. Mais le ministre démissionne en avril. Il est élu aux élections de 1871 et devient député des Vosges. il siège au centre-droit et s'oppose à l'amendement Wallon, qui officialise la République. Il n'est pas réélu en 1876, échoue en 1877, aux sénatoriales de 1882 et encore aux législatives de 1885. Il est alors le chef de l'opposition de droite dans les Vosges, face au camp républicain. Il est administrateur de plusieurs entreprises : les Faïenceries de Lunéville, la Société nancéienne de crédit industriel et de dépôts, dont il est un des fondateurs, la Soudière de la Meurthe, les Cristalleries de Saint-Louis, les verreries de Gironcourt et la Compagnie de Châtillon-Commentry.
- Maurice de Ravinel, homme politique et artiste, né à Nancy le 24 décembre 1842 et mort à Lunéville le 30 juin 1896,  baron de Ravinel, marié à Anne Marie-Louise Génin (1845-1918), préfet des Deux-Sèvres de mai 1873 à avril 1875[9] puis de la Meuse d'avril à décembre 1875, directeur de l'atelier d'art de la faïencerie Keller et Guérin de Lunéville[10].
- François de Ravinel (1867-1944), baron de Ravinel, fils aîné de Charles de Ravinel, maire de Nossoncourt et conseiller général de Rambervillers (Vosges) de 1919 à 1925.
- André de Ravinel (1868-1942), baron de Ravinel, fils de Charles Louis Dieudonné de Ravinel et de Marie Anne Charlotte Émilie Guérin, marié à Marie Mathieu de Vienne, officier de la Légion d'honneur (1923)[11], maire de Rehainviller en Meurthe-et-Moselle et conseiller général de ce département (canton de Gerbéviller), à partir de 1919. Il est membre de l'Action française en 1905 quand la Ligue s'implante en Lorraine cette année-là. Il est aussi délégué régional du duc de Guise. Il est battu aux cantonales en octobre 1931, des maires du canton ayant décidé de présenter un candidat contre lui, au nom du « drapeau républicain »[12]. Il meurt écrasé par un train à proximité du château d'Adoménil qu'il possédait[13].

## Portrait

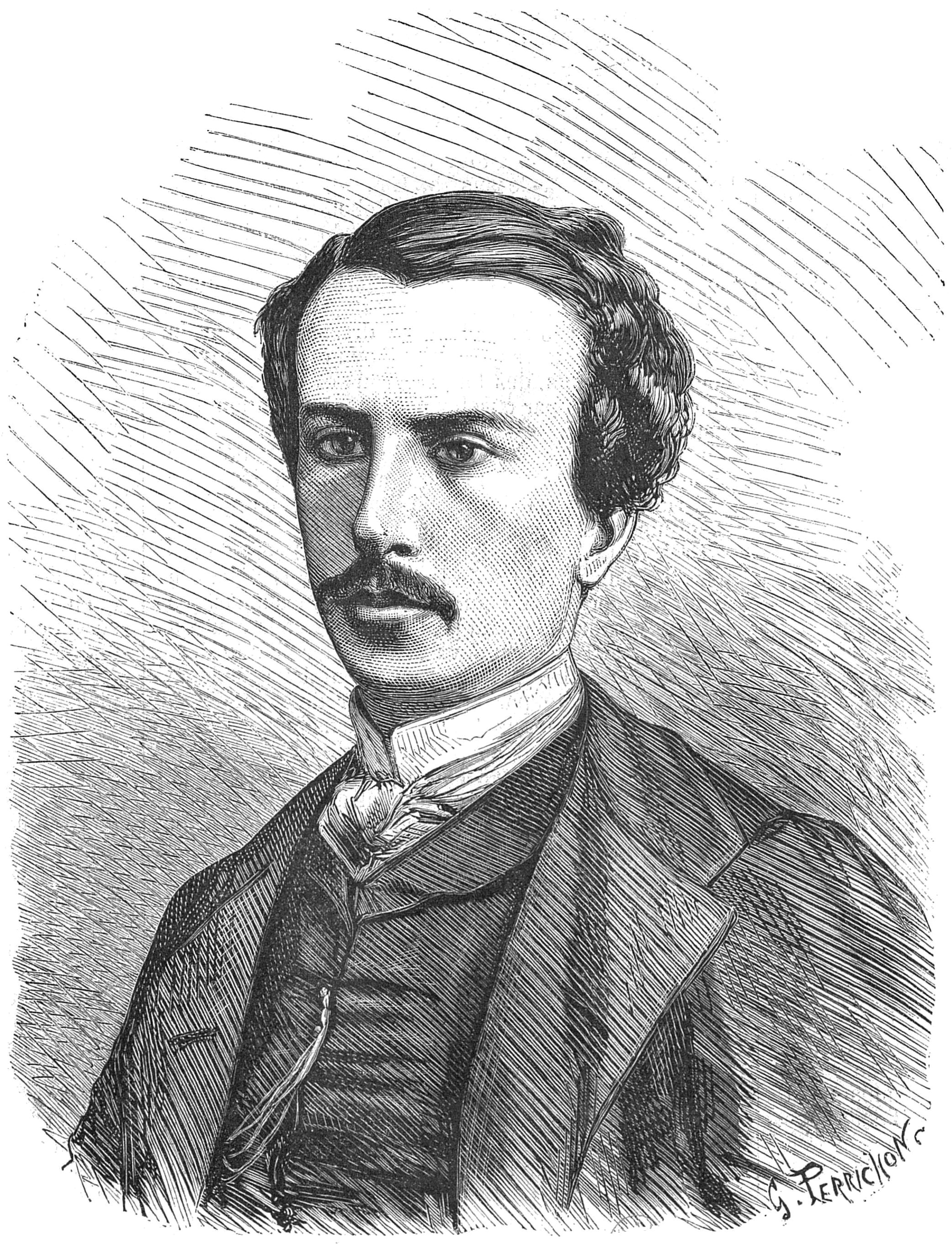
Charles de Ravinel

## Armes
Armes : D'azur au chevron d'or accompagné en pointe d'une gerbe du mesme, liée de gueules, et au chef d'argent chargé d'une lionceau passant de sable.[réf. nécessaire]

## Alliances
Les principales alliances de la famille de Ravinel sont : Thibaut de Ménonville (1805), Guérin (1866), Génin, Mathieu de Vienne, Bourbon-Parme, Castellane, Lambertye, Magnien de Magnienville, Patoul, Prevost de Sansac de Traversay, Thomassin de Montbel.